# Wolfersdorf (Francja)
Wolfersdorf – miejscowość i gmina we Francji, w regionie Grand Est, w departamencie Górny Ren.
Według danych na rok 1990 gminę zamieszkiwały 314 osoby, a gęstość zaludnienia wynosiła 86 osób/km² (wśród 903 gmin Alzacji Wolfersdorf plasuje się na 582. miejscu pod względem liczby ludności, natomiast pod względem powierzchni na miejscu 579.).